# Hemiscyllium freycineti
La pintarroja colilarga moteada de Indonesia (Hemiscyllium freycineti) es una especie de elasmobranquio orectolobiforme de la familia Hemiscylliidae.Habita en una zona reducida de aguas poco profundas de las Islas Raja Ampat en Papúa Occidental. 

## Apariencia
Puede alcanzar una longitud de hasta 46 centímetros y posee manchas redondeadas o ligeramente alargadas a lo largos del cuerpo.